# 克雷泰伊大学站
克雷泰伊大學站（法語：Créteil - Université）是巴黎地鐵的一個車站，位於克雷泰伊，是一個地面車站。克雷泰伊大學站開業於1974年9月10日，是巴黎地鐵8號線的延長部分。車站名稱來自於附近的巴黎第十二大學。

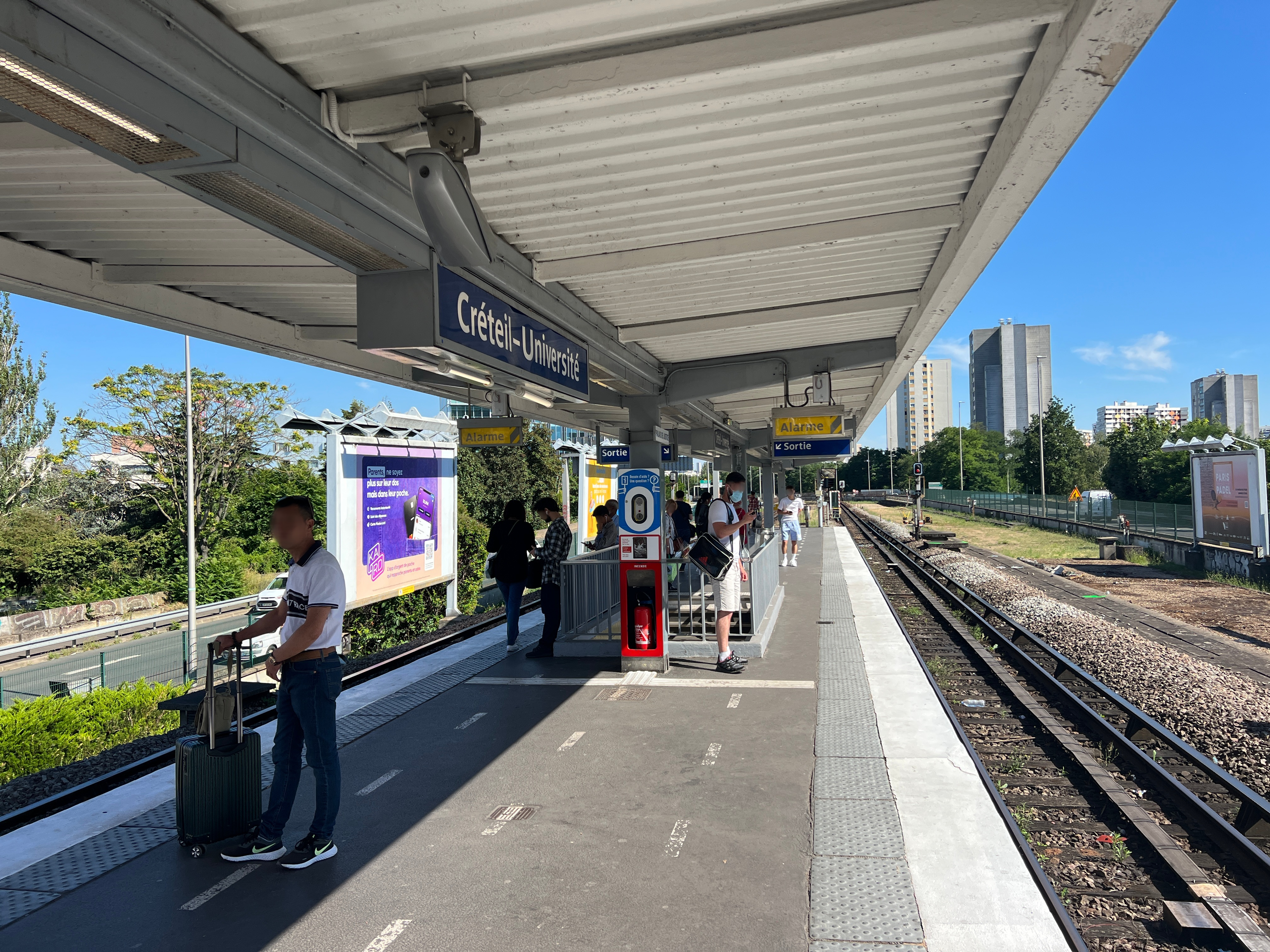
月台（2022年7月）

## 車站結構
| 月台層 | 西行               | 往巴拉（克雷泰伊-雷沙）  |
| 月台層 | 島式月台，左側開門 |                          |
| 月台層 | 東行               | 往湖之角（克雷泰伊省府） |
| 1F     | 夾層               |                          |
| 街道層 |                    |                          |